# Oszkár Gerde
Oszkár Gerde (* 8. Juli 1883 in Budapest; † 8. Oktober 1944 im KZ Mauthausen) war ein ungarischer Fechter.
Er wurde bei den Olympischen Sommerspielen 1908 in London und bei den Olympischen Sommerspielen 1912 in Stockholm mit der ungarischen Mannschaft jeweils Olympiasieger im Teamwettbewerb im Säbelfechten. Nach seinem Rückzug vom aktiven Sport war er bei internationalen Fechtwettbewerben als Kampfrichter tätig.
Oszkár Gerde, der Jude war, wurde nach der Besetzung seines Heimatlandes durch Deutschland während des Zweiten Weltkrieges im Jahr 1944 zusammen mit rund 437.000 ungarischen Juden in die nationalsozialistischen Konzentrations- und Vernichtungslager deportiert. Er starb im Oktober 1944 im KZ Mauthausen.
Im Jahr 1989 wurde er in die International Jewish Sports Hall of Fame in Netanja aufgenommen.